# Заямне (Смолевицький район)
Заямне (біл. вёска Заямнае) — село в складі Смолевицького району Мінської області, Білорусь. Село підпорядковане Драчківській сільській раді, розташоване в центральній частині області.